# 환경 인종차별
환경 인종차별(environmental racism), 생태학적 인종차별(ecological racism) 또는 생태학적 아파르트헤이트(ecological apartheid)는 매립지, 소각장, 유해 폐기물 처리장이 유색 인종 공동체에 불균형적으로 배치되는 제도적 인종차별의 한 형태이다. 국제적으로 이는 채광, 석유 추출, 산업 농업으로 인한 환경적 부담을 원주민과 주로 유색 인종이 거주하는 가난한 국가에 전가하는 추출주의와도 관련이 있다.
환경 인종차별에 대한 대응은 1970년대와 1980년대에 걸쳐 미국과 해외에서 발전한 환경 정의 운동에 기여했다. 환경적 인종차별은 인종차별 정책이 흑인들에게 환경적 영향을 미치게 했던 남아프리카공화국처럼 소수 집단이나 수적 다수에게 불이익을 줄 수 있다. 국제적으로 전 세계 폐기물 거래는 주로 유색 인종이 거주하는 가난한 국가의 전 세계 대다수에게 불이익을 준다. 이는 또한 환경 오염에 대한 원주민 집단의 특별한 취약성에도 적용된다. 환경적 인종차별은 제도적 인종차별의 한 형태로, 이는 러시아의 유색 인종 공동체에서 유해 폐기물을 불균형하게 처리하는 결과를 가져왔다. 환경적 인종차별은 유색인종 공동체 및 기타 저소득층 공동체의 사람들이 오염 및 관련 건강 상태에 노출될 불균형적인 위험에 직면하는 일종의 불평등이다.

## 같이 보기
- 전자 쓰레기
- 환경 결정론
- 건강 형평성
- 상호교차성
- 님비